# Quetzalcoatlus
Quetzalcoatlus var en flygödla, som tillhör underordningen Pterodactyloidea och levde i Nordamerika för 65–75 miljoner år sedan. Det var en av de största varelser som någonsin flugit, sannolikt den allra största, med ett vingspann på ungefär 14 meter, och som när den befann sig på marken mätte omkring tre meter. Quetzalcoatlusens fingrar, som satt på vingarna, balanserade både kroppsvikten och vingarna samtidigt. Fastän Quetzalcoatlus var en flygödla, så födosökte den mest på marken.

## Utseende
Quetzalcoatlus var en mycket stor flygödla, med ett vingspann på ungefär 14 meter som, när den befann sig på marken mätte tre meter, vilket jämställer den med Ornithocheirus. Quetzalcoatlus var annars en typisk flygödla, med vingar som bestod av förlängda fingrar där hudhinnor spänts emellan. Den liknade Pteranodon till det yttre på flera sätt, men hade inte lika lång huvudkam som denna. Quetzalcoatlus huvudkam bestod av ben, som var täckt av en mjuk färggrann hinna, troligen för att imponera. Munnen var utformad som en lång och tandlös näbb, lik storkens. Den hade pälsliknande borst på kroppen samt en kort svans. Quetzalcoatlus var jämnvarm.

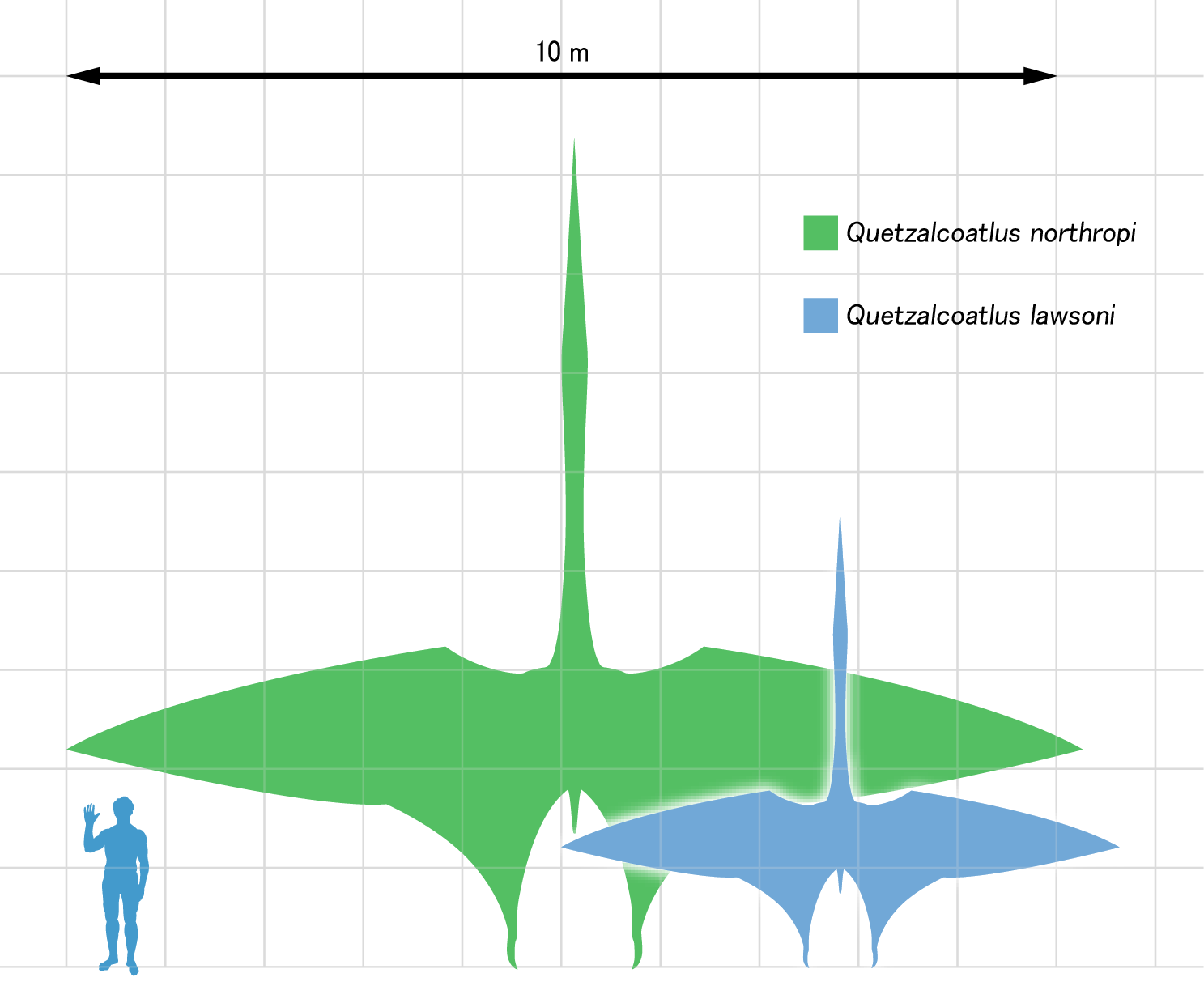
Storleksjämförelse med Q. northropi (grön), en ännu ej namngiven mindre art (blå), och människa.
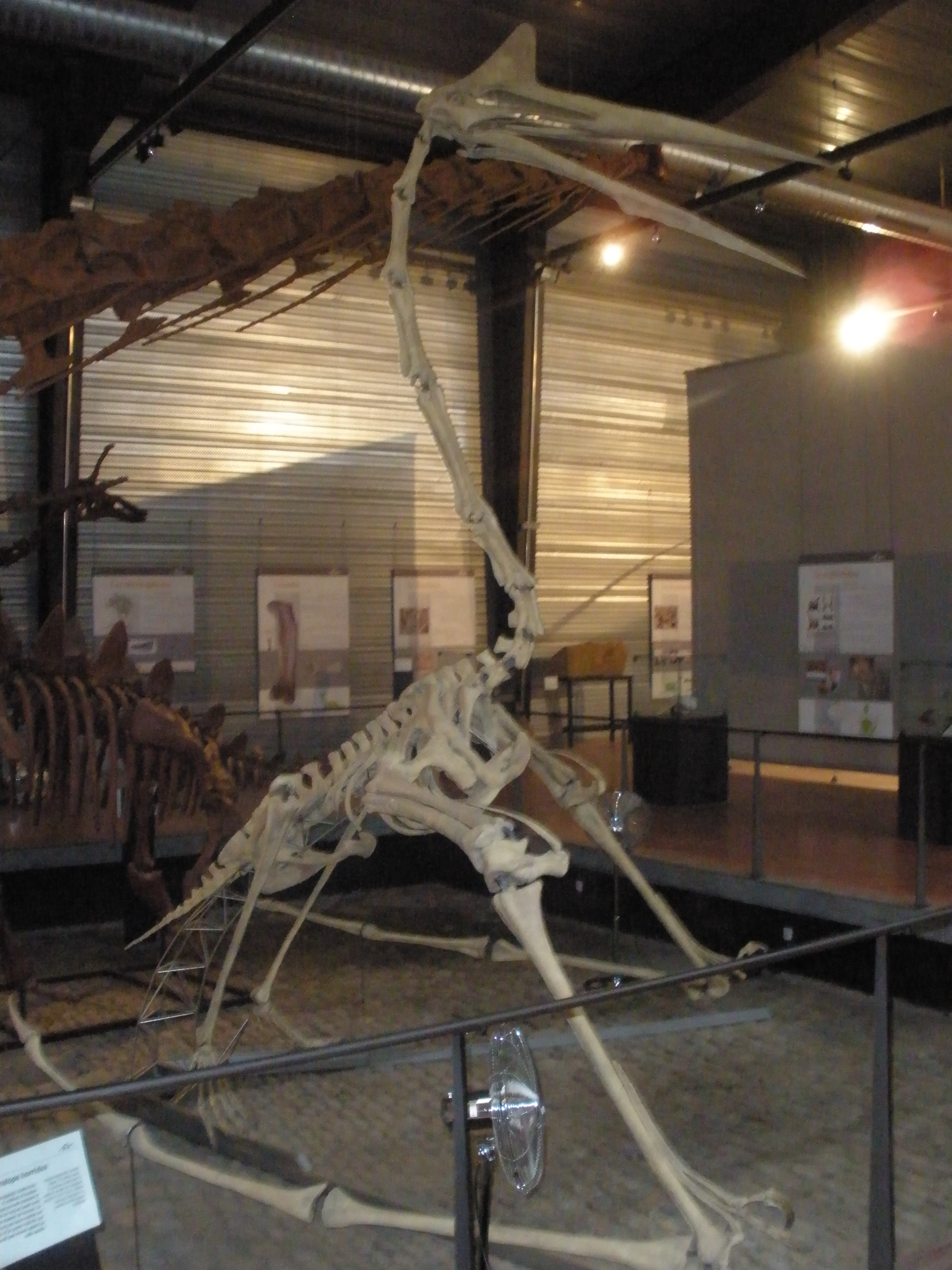
Restaurerat skelett av Quetzalcoatlus, den var högre än en giraff när den gick på marken.

## Namn
Det vetenskapliga släktnamnet Quetzalcoatlus inspirerades från Quetzalcóatl, namnet på en ormgud i aztekernas religion.

## Quetzalcoatlusi populärkulturen
Quetzalcoatlus var med i det sista avsnittet av BBC:s TV-serie Dinosauriernas tid 1999. Den finns även med i Discovery Channels TV-program When Dinosaurs Roamed America (2001) och i Dinosaur Planet (2003).